# Cratere Ustinya
Ustinya  è un cratere sulla superficie di Venere.